# Rozauka
Rozauka (biał. Розаўка; ros. Розовка, Rozowka; hist.: pol. Prystupowszczyzna; biał. Прысту́паўшчына, Prystupauszczyna; ros. Приступовщина, Pristupowszczina) – wieś na Białorusi, w obwodzie mińskim, w rejonie dzierżyńskim, w sielsowiecie Dzierżyńsk.

## Historia
W XIX i w początkach XX w. Prystupowszczyzna położona była w Rosji, w guberni mińskiej, w powiecie mińskim.
Po I wojnie światowej pod administracją polską, w Zarządzie Cywilnym Ziem Wschodnich, w okręgu mińskim, w powiecie mińskim.
W wyniku postanowień traktatu ryskiego znalazła się w granicach Związku Sowieckiego. W latach 1932–1937 w Polskim Rejonie Narodowym im. Feliksa Dzierżyńskiego. Od 1991 w niepodległej Białorusi.